# Jarow
Jarow (* 16. März 1996 in der Nähe von Frankfurt am Main; bürgerlich Julian Hannes) ist ein ehemaliger deutscher Webvideoproduzent und Sachbuchautor. Von November 2011 bis Dezember 2020 betrieb er auf YouTube den Kanal Jarow (ehemals Schizophrenic Blog), auf dem er hauptsächlich Mystery- und Unterhaltungs-Videos hochlud.

## Leben
Julian Hannes machte im Jahr 2014 in der Stadt Bad Vilbel sein Abitur. Im Oktober 2015 zog er in eine Wohngemeinschaft.

## Hauptkanal
Sein Hauptkanal auf YouTube, Jarow, existierte seit November 2011. Er gründete ihn zusammen mit dem ehemaligen YouTuber Valentin als SchizophrenicBlog. Auf dem Kanal wurden vorerst Videos zum Thema Rap produziert. Nach dem Ausstieg von Valentin produzierte Hannes hauptsächlich Unterhaltungsvideos, später vor allem im Bereich Mystery. Außerdem wurden die alten Videos mit Valentin für die Öffentlichkeit unzugänglich gemacht und der Kanal wurde in Jarow umbenannt.
Am 1. Dezember 2020 gab er bekannt, dass er gegen Ende des Jahres 2020 seinen YouTube-Kanal schließen werde. Als Gründe nannte er zunehmende gesundheitliche Belastungen durch seine Projekte und den Wunsch, ein gewöhnliches Leben abseits der Öffentlichkeit führen zu wollen. Als letztes Video veröffentlichte er am 22. Dezember 2020 „Mein Abschied (2 Mio. Abo-Special)“.

## Weitere Aktivitäten
Auf seinem Kanal TeamEvil, auf welchem er sich mit aktuellen Fußballthemen beschäftigt, lädt Hannes auch nach der Stilllegung seines Hauptkanals Videos hoch.
Mit dem YouTuber Amir Yarahi („Kurono“) moderierte er auf dem Internetjugendsender RTL II You die Sendung Lets Watch. Außerdem war er, wieder zusammen mit Kurono, Teil einer Promotion von RTL II in Form eines Live-Games zur Serie The Walking Dead.
Zusammen mit Aaron Troschke („Hey Aaron“) und Kurono hatte er einen Gastauftritt als Synchronsprecher in dem Disney-Film Findet Dorie.
Im Mai 2018 kommentierte Jarow als Eintracht-Frankfurt-Fan zusammen mit dem YouTuber und FC Bayern-Fan Meti das DFB-Pokalfinale auf dem YouTube-Kanal der Sportschau.
Hannes veröffentlichte 2018 das Buch Die Welt ist böse!, in dem er wahre Kriminalfälle behandelt. Das Buch platzierte sich 12 Wochen lang auf der Spiegel-Bestsellerliste Taschenbuch Sachbücher. Höchstplatzierung war Platz 10. Im November 2019 erschien ein zweiter Teil mit dem Titel Der Mensch ist böse! Das Buch platzierte sich ebenfalls auf der Spiegel-Bestsellerliste Paperback Sachbücher. Dort verblieb es elf Wochen mit der Höchstplatzierung fünf.
Seit dem 1. März 2019 produziert er zusammen mit dem Musiker ShimmyMC einen Podcast namens MysteryCast, welcher regelmäßig auf Spotify, Deezer und Apple Music erscheint. Dort reden sie über einen, meist von Jarow vorbereiteten Kriminalfall. Anfangs behandelte das Format fast ausschließlich ungelöste Kriminalfälle, was sich mit der Zeit jedoch änderte.

## Werke
- Die Welt ist böse!: Wahre Kriminalgeschichten  (als Julian Hannes). Plötz & Betzholz 2018. ISBN 978-3960170105
- Der Mensch ist böse: Wahre Kriminalgeschichten – wahre Abgründe. Gräfe und Unzer 2019. ISBN 978-3833871320